# Jardin Nelson-Mandela
Jardin Nelson-Mandela (do roku 2013 Jardin des Halles, tj. Zahrada haly) je veřejný park, který se nachází v Paříži v 1. obvodu. Park byl vybudován na místě staré pařížské tržnice Halles de Paris, po které získal své původní jméno. Jeho rozloha činí 4 ha. Pod ním se rozkládá rozsáhlé obchodní centrum Forum des Halles. V roce 2013 byl park pojmenován po jihoafrickém státníkovi Nelsonu Mandelovi.

## Historie
Park se rozkládá na části bývalé tržnice zbořené v roce 1973. Jeho architektem je Louis Arretche, který jej navrhl v roce 1986 a otevřen pro veřejnost byl v roce 1988.
Po úmrtí Nelsona Mandely 5. prosince 2013 navrhl tehdejší pařížský starosta Bertrand Delanoë přejmenovat park na Mandelovu počest. Pařížská rada tento návrh přijala a park byl dne 19. prosince 2013 přejmenován.

## Vybavení parku
Zahrada je postavena na desce nad obchodním centrem Forum des Halles. Protíná ji několik cest. Allée Jules-Supervielle je osázená lípami a kaštany, zatímco Allée Saint-John-Perse je charakteristická fontánami a bazény. V zahradě se nachází mnoho arkád, které svým vzhledem upomínají na staré haly bývalé tržnice.
V západní části parku se nachází podzemní tropický skleník o rozloze 450 m2 osvětlený čtyřmi skleněnými pyramidami. Na severovýchodě se rozkládá zahrada Jardin Lalanne. V parku je umístěno i několik uměleckých děl.